# سیارک ۲۳۱۱۶
سیارک ۲۳۱۱۶ (به انگلیسی: 23116 Streich، نامگذاری:2000AW22) بیست و سه هزار و صد و شانزدهمین سیارک کشف شده‌است که در ۳ ژانویه ۲۰۰۰ کشف شد.
قدر مطلق سیارک برابر ۱۷.۰ است.